# Percis matsuii
Percis matsuii is een  straalvinnige vissensoort uit de familie van harnasmannen (Agonidae). De wetenschappelijke naam van de soort is voor het eerst geldig gepubliceerd in 1936 door Matsubara.
De soort staat op de Rode Lijst van de IUCN als niet bedreigd, beoordelingsjaar 2009.